# Sait-Faik-Literaturpreis
Der Sait-Faik-Literaturpreis für Novellistik (türkisch Sait Faik Hikâye Armağanı) ist einer der bedeutendsten Literaturpreise der Türkei. Er wurde 1955 durch eine Verfügung von Makbule Abasiyanik (Mutter von Sait Faik) gestiftet und ist nach dem türkischen Schriftsteller und Kurzgeschichten-Erzähler Sait Faik (1906–1954) benannt. Der Literaturpreis wird jährlich auf Vorschlag einer Jury am Todestag, dem 11. Mai, durch die Darüşşafaka und verschiedene Förderer verliehen; von 1960 bis 1963 sowie 1981, 1982 und 1993 fand keine Vergabe statt. Die Schriftsteller Necati Cumalı, Tarık Dursun K., Adnan Özyalçıner und Orhan Kemal wurden jeweils zweimal ausgezeichnet.

## Preisträger
Folgende Personen wurden mit dem Preis ausgezeichnet:
- 1955: Haldun Taner, Sabahattin Kudret Aksal
- 1956: Tahsin Yücel
- 1957: Necati Cumalı
- 1958: Orhan Kemal
- 1959: Oktay Akbal
- 1960: keine Verleihung
- 1961: keine Verleihung
- 1962: keine Verleihung
- 1963: keine Verleihung
- 1964: Adnan Özyalçıner, Mehmet Seyda
- 1965: Mahmut Özay, Kâmuran Şipal
- 1966: Cengiz Yörük
- 1967: Tarık Dursun K.
- 1968: Muzaffer Buyrukçu
- 1969: Faik Baysal, Orhan Kemal
- 1970: Zeyyat Selimoğlu
- 1971: Bilge Karasu, Bekir Yıldız
- 1972: Füruzan
- 1973: Ceyhun Demirtaş
- 1974: Fakir Baykurt
- 1975: Adalet Ağaoğlu
- 1976: Selim İleri
- 1977: Necati Cumalı
- 1978: Adnan Özyalçıner, Selçuk Baran
- 1979: Ferit Edgü
- 1980: Tomris Uyar
- 1981: keine Verleihung
- 1982: keine Verleihung
- 1983: Nursel Duruel
- 1984: Pınar Kür
- 1985: Tarık Dursun K.
- 1986: Feyza Hepçilingirler
- 1987: Tomris Uyar
- 1988: Gülderen Bilgili, Mahir Öztaş
- 1989: Demir Özlü
- 1990: Nezihe Meriç
- 1991: Ayla Kutlu
- 1992: Oya Baydar
- 1993: keine Verleihung
- 1994: Osman Şahin
- 1995: Mehmet Zaman Saçlıoğlu
- 1996: Cemil Kavukçu
- 1997: Ayşe Kulin
- 1998: Orhan Duru, Erdal Öz
- 1999: Necati Tosuner
- 2000: Faruk Duman
- 2001: Murat Gülsoy
- 2002: Yekta Kopan
- 2003: Mehmet Günsür
- 2004: Başar Başarır
- 2005: Ayşe Sarısayın
- 2006: Refik Algan
- 2007: Selma Fındıklı
- 2008: Behçet Çelik
- 2009: Feryal Tilmaç
- 2010: Aslı Erdoğan
- 2011: Ahmet Büke
- 2012: Yalçın Tosun
- 2013: Sine Ergün
- 2014: Mahir Ünsal Eriş
- 2015: Bora Abdo
- 2016: Muzaffer Kale
- 2017: Pelin Buzluk
- 2018: Kemal Varol
- 2019: Melisa Kesmez
- 2020: Ethem Baran
- 2021: Şermin Yaşar
- 2022: Kâmil Erdem
- 2023: Ayşegül Devecioğlu
- 2024: Barlas Özarıkça